# أليكساندر جامار
أليكساندر جامار هو مصرفي وسياسي بلجيكي، ولد في 6 نوفمبر 1821 في بروكسل في بلجيكا، وتوفي بنفس المكان في 15 أغسطس 1888. انتخب عضو مجلس النواب من بلجيكا.